# William Maldon
William Maldon fue un activista protestante inglés del siglo XVI que aprendió a leer por sí mismo para poder acceder directamente a la Biblia en inglés. Sostuvo que la adoración del Crucifijo era idolatría que violaba el mandamiento contra la adoración de imágenes talladas. Al enterarse de esto, el padre de Maldon lo golpeó, azotó y casi lo ahorcó hasta matarlo.

## Biografía
William Maldon nació en Chelmsford y vivió en Inglaterra durante el reinado de Enrique VIII. Maldon, como muchos otros ingleses de principios del siglo XVI, era analfabeto. Tomás Moro comenta que muchas personas analfabetas estaban aprendiendo inglés por sí mismas utilizando la nueva Biblia de Tyndale, siendo la traducción de William Tyndale la primera traducción de la Biblia al inglés producida en masa.
Según su testimonio posterior, mientras Maldon crecía y antes de aprender a leer, veía a «hombres pobres» predicar sobre el Nuevo Testamento. Escuchaba a estos predicadores todos los domingos hasta que su padre lo separó de ellos, quien luego lo llevaba a asistir a maitines en latín. Después de leer la Biblia en inglés, Maldon habló del asunto del Crucifijo con su madre. Razonó que arrodillarse y levantar las manos era «simple idolatría», en violación del mandamiento contra las imágenes talladas. Sin embargo, su madre argumentó que la práctica era común durante los bautismos y funerales. Según el relato de Maldon, más tarde le contó a su marido la conversación, tras lo cual golpeó y azotó a Maldon y luego comenzó a ahorcarlo, cediendo sólo ante la insistencia de su madre y su hermano.
El relato de Maldon sobre «un joven perseguido inhumanamente por su padre por leer las Escrituras» se publicó en Actes and Monuments de finales del siglo XVI de John Foxe (también conocido como El libro de los mártires). En el libro de Foxe, el texto se respalda como «recibido del Sr. W. Maldon de Newyngton. Con algunas dudas, este ingenioso documento se imprime exactamente como está». El párrafo que precede al escrito de Maldon es de particular interés, ya que indica que Foxe solicitó material para su libro. El historiador de Tyndale, David Daniell, describió la historia de Maldon como indicativa de que «la Biblia inglesa se hizo con sangre».